# Ptychobela griffithii
Ptychobela griffithii é uma espécie de gastrópode do gênero Ptychobela, pertencente a família Pseudomelatomidae.